# Louis Pierre Vieillot taxonjai
Ezen a listán azok a taxonnevek szerepelnek, amelyeket Louis Pierre Vieillot (1748–1830) alkotott:

## Rend
- Accipitriformes Vieillot, 1816

## Alcsaládok
- Gypaetinae Vieillot, 1816
- Gypaetinae Vieillot, 1816

## Nemek
Az általa leírt nemek alfabetikus sorrendben:
- Acridotheres Vieillot, 1816
- Agelaius Vieillot, 1816
- Alectrurus Vieillot, 1816
- Anthropoides Vieillot, 1816
- Aramus Vieillot, 1816
- Arremon Vieillot, 1816
- Artamus Vieillot, 1816
- Astrapia Vieillot, 1816
- Bombycilla Vieillot, 1808
- Cacatua Vieillot, 1817
- Capito Vieillot, 1816
- Cicinnurus Vieillot, 1816
- Circaetus Vieillot, 1816
- Cissopis Vieillot, 1816
- Coccyzus Vieillot, 1816
- Coereba Vieillot, 1809
- Conopophaga  Vieillot, 1816
- Crypsirina  Vieillot, 1816
- Daptrius Vieillot, 1816
- Dromaius Vieillot, 1816
- Dulus Vieillot, 1816
- Elanoides Vieillot, 1818
- Eudyptes Vieillot, 1816
- Eurystomus Vieillot, 1816
- Falcunculus Vieillot, 1816
- Furnarius Vieillot, 1816
- Gallita Vieillot, 1816 átirányítva Alectrurus
- Grallaria Vieillot, 1816
- Harpia Vieillot, 1816
- Herpetotheres  Vieillot, 1817
- Ibycter Vieillot, 1816
- Icteria Vieillot, 1807
- Ictinia Vieillot, 1816
- Laniarius Vieillot, 1816
- Lanio Vieillot, 1816
- Leptosomus Vieillot, 1816
- Lophorina Vieillot, 1816
- Malurus Vieillot, 1816
- Manorina Vieillot, 1818
- Mniotilta Vieillot, 1816
- Malimbus Vieillot, 1805
- Monasa Vieillot, 1816
- Myrmothera Vieillot, 1816
- Nemosia Vieillot, 1816
- Nyctibius Vieillot, 1816
- Odontophorus Vieillot, 1816
- Oenanthe Vieillot, 1816
- Ortyxelos Vieillot, 1825
- Pardalotus Vieillot, 1816
- Parotia Vieillot, 1816
- Passerina Vieillot, 1816
- Phibalura Vieillot, 1816
- Pipilo Vieillot, 1816
- Piranga Vieillot, 1808
- Pithys Vieillot, 1818
- Pitta Vieillot, 1816
- Pluvianus Vieillot, 1816
- Porzana Vieillot, 1816
- Prunella Vieillot, 1816
- Querula Vieillot, 1816
- Quiscalus Vieillot, 1816
- Rostratula  Vieillot, 1816
- Saltator Vieillot, 1816
- Saurothera Vieillot, 1816 - jelenleg Coccyzus
- Sphecotheres Vieillot, 1816
- Spizaetus Vieillot, 1816
- Sturnella Vieillot, 1816
- Synallaxis Vieillot, 1818
- Tersina Vieillot, 1819
- Thamnophilus Vieillot, 1816
- Thryothorus Vieillot, 1816
- Tityra Vieillot, 1816
- Treron Vieillot, 1816
- Troglodytes Vieillot, 1809
- Tyrannulus Vieillot, 1816

## Fajok
Az általa leírt fajok leírás éve szerinti sorrendben:

### 1801
- Trochilus longirostris Audebert & Vieillot, 1801 - átsorolva, jelenleg Heliomaster longirostris
- Trochilus maugaeus Audebert & Vieillot, 1801 - átsorolva, jelenleg Chlorostilbon maugaeus
- Trochilus viridis Audebert & Vieillot, 1801 - átsorolva, jelenleg Anthracothorax viridis

### 1807
- Loxia atricapilla Vieillot, 1801 - átsorolva, jelenleg Lonchura atricapilla
- Loxia fuscata Vieillot, 1801 - átsorolva, jelenleg Lonchura fuscata

### 1809
- Picus borealis Vieillot, 1809 - átsorolva, jelenleg Leuconotopicus borealis
- Turdus motacilla Vieillot, 1809 - átsorolva Motacilla motacilla, jelenleg Parkesia motacilla

### 1816
- sujtásos fütyülőlúd (Anas bicolor) Vieillot, 1816 - átsorolva, jelenleg Dendrocygna bicolor
- fahéjszínű réce (Anas cyanoptera) Vieillot, 1816
- vörösvállú réce (Anas leucophrys) Vieillot, 1816 - átsorolva, jelenleg Callonetta leucophrys
- dél-amerikai csörgő réce (Anas flavirostris) Vieillot, 1816
- sáfránysárga sarkantyúspityer (Alauda crocea) Vieillot, 1816 - átsorolva, jelenleg Macronyx croceus
- sárganyakú szarvascsőrű (Buceros leucocephalus) Vieillot, 1816 - átsorolva, jelenleg Aceros leucocephalus
- selyemmadár (Pyrrhocorax violaceus) Vieillot, 1816 - átsorolva, jelenleg Ptilonorhynchus violaceus
- villásfarkú kotinga (Phibalura flavirostris) Vieillot, 1816
- Thamnophilus caudacutus Vieillot, 1816 - átsorolva, jelenleg Sclerurus caudacutus
- Thamnophilus rufus Vieillot, 1816 - átsorolva, jelenleg Casiornis rufus
- kakasfarkú tirannusz (Gallita tricolor) Vieillot, 1816 - átsorolva, jelenleg Alectrurus tricolor
- Sitta fusca Vieillot, 1816 - átsorolva, jelenleg Anabazenops fuscus
- argentin kanalasréce (Anas platalea) Vieillot, 1816 - átsorolva, jelenleg Spatula platalea
- tengerkék arara (Macrocercus glaucus) Vieillot, 1816 - átsorolva, jelenleg Anodorhynchus glaucus
- remetekacika (Cassicus solitarius) Vieillot, 1816 - átsorolva, jelenleg Cacicus solitarius
- fehérfarkú füleskolibri (Trochilus serrirostris) Vieillot, 1816 - átsorolva, jelenleg Colibri serrirostris
- fekete karakara (Daptrius ater) Vieillot, 1816
- Thamnophilus viridis Vieillot, 1816 - átsorolva, jelenleg Frederickena viridis
- Alauda cunicularia Vieillot, 1816 - átsorolva, jelenleg Geositta cunicularia
- gyöngyös hangyászgébics (Thamnophilus guttatus) Vieillot, 1816 - átsorolva, jelenleg Hypoedaleus guttatus
- Alauda apiata Vieillot, 1816 - átsorolva, jelenleg Mirafra apiata
- Peposaca réce (Anas peposaca) Vieillot, 1816 - átsorolva, jelenleg Netta peposaca
- Totanus semi-collaris Vieillot, 1816 - átsorolva, jelenleg Nycticryphes semicollaris
- Tityra viridis Vieillot, 1816 - átsorolva, jelenleg Pachyramphus viridis
- Phibalura flavirostris Vieillot, 1816
- zöld fügemálinkó (Sphecotheres viridis) Vieillot, 1816

### 1817
- kétszínű héja (Sparvius bicolor) Vieillot, 1817 - átsorolva, jelenleg Accipiter bicolor
- csíkosfejű nádiposzáta (Sylvia paludicola) Vieillot, 1817 - átsorolva, jelenleg Acrocephalus paludicola
- feketetorkú mangókolibri (Trochilus nigricollis) Vieillot, 1817 - átsorolva, jelenleg Anthracothorax nigricollis
- nakunda lappantyú (Caprimulgus nacunda) Vieillot, 1817 - átsorolva, jelenleg Chordeiles nacunda vagy Podager nacunda
- Coccyzus melacoryphus Vieillot, 1817
- szarkavarjú (Coracia melanoramphos) Vieillot, 1817 - átsorolva, jelenleg Corcorax melanorhamphos
- Sylvia albifrons Vieillot, 1817 - átsorolva, jelenleg Donacospiza albifrons
- Dromaius ater Vieillot, 1817 - jelenleg Dromaius novaehollandiae
- Sylvia herbicola Vieillot, 1817 - átsorolva, jelenleg Emberizoides herbicola
- fekete jakobinuskolibri (Trochilus fuscus) Vieillot, 1817 - átsorolva, jelenleg Florisuga fusca
- sárgacsőrű szárcsa (Fulica armillata) Vieillot, 1817
- fehérszárnyú szárcsa (Fulica leucoptera) Vieillot, 1817
- Saltator rubicus Vieillot, 1817 - átsorolva, jelenleg Habia rubica
- Ampelis fusca Vieillot, 1817 - átsorolva, jelenleg Iodopleura fusca
- Saltator melanoleucus Vieillot, 1817 - átsorolva, jelenleg Lamprospiza melanoleuca
- Ampelis hypopyrra Vieillot, 1817 - átsorolva, jelenleg Laniocera hypopyrra
- pompás kacérkolibri (Trochilus magnificus) Vieillot, 1817 - átsorolva, jelenleg Lophornis magnificus
- Choliba-füleskuvik (Trochilus magnificus) Vieillot, 1817 - átsorolva, jelenleg Megascops choliba
- füstös bukó (Mergus octosetaceus) Vieillot, 1817
- zöld elénia (Sylvia viridicata) Vieillot, 1817 - átsorolva, jelenleg Myiopagis viridicata
- Sylvia leucoblephara Vieillot, 1817 - átsorolva, jelenleg Myiothlypis leucoblephara
- Myrmothera axillaris Vieillot, 1817 - átsorolva, jelenleg Myrmotherula axillaris
- Motacilla formicivora Vieillot, 1817 - átsorolva, jelenleg Myrmecocichla formicivora
- Fringilla grisea Vieillot, 1817 - átsorolva, jelenleg Passer griseus
- Hirundo paludicola Vieillot, 1817 - átsorolva, jelenleg Riparia paludicola
- Hirundo nigricans Vieillot, 1817 - átsorolva, jelenleg Petrochelidon nigricans
- Furnarius ruber Vieillot, 1817 - átsorolva, jelenleg Phacellodomus ruber
- Hirundo nigricans Vieillot, 1817 - átsorolva, jelenleg Petrochelidon nigricans
- Furnarius ruber Vieillot, 1817 - átsorolva, jelenleg Phacellodomus ruber
- Phasianus versicolor Vieillot, 1817

### 1818
- Anthus australis Vieillot, 1818
- Anthus correndera Vieillot, 1818
- Anthus richardi Vieillot, 1818
- Anthus rufulus Vieillot, 1818
- Muscicapa pririt Vieillot, 1818 - átsorolva, jelenleg Batis pririt
- Trochilus cirrochloris Vieillot, 1818 - átsorolva, jelenleg Aphantochroa cirrochloris
- Timor-pirosszárnyú papagáj (Psittacus jonquillaceus) Vieillot, 1818 - átsorolva, jelenleg Aprosmictus jonquillaceus
- rozsdás motmot (Baryphonus ruficapillus) Vieillot, 1818 - átsorolva, jelenleg Baryphthengus ruficapillus
- kanáriszárnyú papagáj (Psittacus chiriri) Vieillot, 1818 - átsorolva, jelenleg Brotogeris chiriri
- királykakotinga (Pardalotus cristatus) Vieillot, 1818 - átsorolva, jelenleg Calyptura cristata
- galléros lile (Charadrius collaris) Vieillot, 1818
- fehérhomlokú lile (Charadrius marginatus) Vieillot, 1818
- szalagos lile (Charadrius tricollaris) Vieillot, 1818
- szürkefejű sirály (Larus cirrocephalus) Vieillot, 1818 - átsorolva, jelenleg Chroicocephalus cirrocephalus
- Anthus fuscus Vieillot, 1818 - átsorolva, jelenleg Cinclodes fuscus
- nyársas tirannusz (Muscicapa colonus) Vieillot, 1818 - átsorolva, jelenleg Colonia colonus
- álarcos szúnyogevő (Platyrhynchos melanops)  Vieillot, 1818 - átsorolva, jelenleg Conopophaga melanops
- szúnyogevő tirannusz (Muscicapa caudacuta)  Vieillot, 1818 - átsorolva, jelenleg Culicivora caudacuta
- bíbor indigószajkó (Pica cyanomelas)  Vieillot, 1818 - átsorolva, jelenleg Cyanocorax cyanomelas
- üregi papagáj (Psittacus patagonus)  Vieillot, 1818 - átsorolva, jelenleg Cyanoliseus patagonus
- kardinális harkály (Picus fuscescens)  Vieillot, 1818 - átsorolva, jelenleg Dendropicos fuscescens
- Doricha enicura Vieillot, 1818
- zöldes tirannusz (Platyrhynchos virescens)  Vieillot, 1818 - átsorolva, jelenleg Empidonax virescens
- Muscicapa varia Vieillot, 1818 - átsorolva, jelenleg Empidonomus varius
- uszályos királygébics (Muscicapa yetapa)  Vieillot, 1818 - átsorolva, jelenleg Gubernetes yetapa
- Trochilus cyanus Vieillot, 1818 - átsorolva, jelenleg Hylocharis cyanus
- fehérfülű kolibri (Trochilus leucotis) Vieillot, 1818 - átsorolva, jelenleg Basilinna leucotis
- Muscicapa cyanirostris Vieillot, 1818 - átsorolva, jelenleg Knipolegus cyanirostris
- Muscicapa nigerrima Vieillot, 1818 - átsorolva, jelenleg Knipolegus nigerrimus
- feketefarkú sirály (Larus crassirostris) Vieillot, 1818
- tolvajtirannusz (Platyrhynchos leucophaius) Vieillot, 1818 - átsorolva, jelenleg Legatus leucophaius
- Dendrocopus angustirostris Vieillot, 1818 - átsorolva, jelenleg Lepidocolaptes angustirostris
- fehértorkú kolibri (Trochilus albicollis) Vieillot, 1818 - átsorolva, jelenleg Leucochloris albicollis
- Platyrhynchos auricularis Vieillot, 1818 - átsorolva, jelenleg Myiornis auricularis
- Oenanthe monticola Vieillot, 1818 - átsorolva, jelenleg Myrmecocichla monticola
- feketehasú hangyászrigó (Oenanthe nigra) Vieillot, 1818 - átsorolva, jelenleg Myrmecocichla nigra
- villás viharfecske (Oceanodroma leucorhoa) (Vieillot, 1818)
- Pachyramphus polychopterus Vieillot, 1818
- Parus cinereus  Vieillot, 1818
- Muscicapa rosea Vieillot, 1818 - átsorolva, jelenleg Pericrocotus roseus
- barnafülű papagáj (Pyrrhura frontalis) Vieillot, 1818 - átsorolva, jelenleg Psittacus frontalis
- bíbicfejű kolibri (Trochilus lalandi) Vieillot, 1818 - átsorolva, jelenleg Basilinna leucotis vagy Hylocharis leucotis

### 1819
- Agelaius badius Vieillot, 1819
- Rallus ypecaha Vieillot, 1819 -  átsorolva, jelenleg Aramides ypecaha
- Tyrannus rufus Vieillot, 1819 -  átsorolva, jelenleg Attila rufus
- Thamnophilus cinereus Vieillot, 1819 -  átsorolva, jelenleg Batara cinerea
- hosszúcsőrű ökörszem (Thryothorus longirostris) Vieillot, 1819 -  átsorolva, jelenleg Cantorchilus longirostris
- barnasapkás csiröge Agelaius ruficapillus Vieillot, 1819 -  átsorolva, jelenleg Chrysomus ruficapillus
- kékhátú tangara Pyranga cyanicterus Vieillot, 1819 -  átsorolva, jelenleg Cyanicterus cyanicterus
- ékcsőrű fahágó (Neops spirurus) Vieillot, 1819 - átsorolva, jelenleg Glyphorynchus spirurus
- fehérmellű törpeguvat (Rallus leucopyrrhus) Vieillot, 1819 -  átsorolva, jelenleg Laterallus leucopyrrhus
- vöröstorkú törpeguvat (Rallus melanophaius) Vieillot, 1819 -  átsorolva, jelenleg Laterallus melanophaius
- pásztortirannusz (Tyrannus rixosus) Vieillot, 1819 -  átsorolva, jelenleg Machetornis rixosa
- Tachyphonus chloricterus Vieillot, 1819 -  átsorolva, jelenleg Orthogonys chloricterus
- Turnix meiffrenii Vieillot, 1819 -  átsorolva, jelenleg Ortyxelos meiffrenii
- Thryothorus rutilus Vieillot, 1819 -  átsorolva, jelenleg Pheugopedius rutilus
- Ploceus nigerrimus Vieillot, 1819
- Tanagra cyanoventris Vieillot, 1819 -  átsorolva, jelenleg Tangara cyanoventris
- rézmellű tangara (Tanagra desmaresti) Vieillot, 1819 -  átsorolva, jelenleg Tangara desmaresti

### 1821
- kék túzok (Otis caerulesens) Vieillot, 1821 -  átsorolva, jelenleg Eupodotis caerulescens
- szenegáli túzok (Otis senegalensis) Vieillot, 1821 -  átsorolva, jelenleg Eupodotis senegalensis

### 1823
- Ardea involucris Vieillot, 1823 -  átsorolva, jelenleg Ixobrychus involucris
- Fringilla troglodytes Vieillot, 1823 -  átsorolva, jelenleg Estrilda troglodytes
- Heteroxolmis dominicana Vieillot, 1823 -  átsorolva, jelenleg Xolmis dominicanus
- Muscicapa melanopsis Vieillot, 1823 -  átsorolva, jelenleg Monarcha melanopsis
- Psittacus nenday Vieillot, 1823 -  átsorolva, jelenleg Nandayus nenday vagy Aratinga nenday
- Tyrannus rufiventris Vieillot, 1823 -  átsorolva, jelenleg Neoxolmis rufiventris

### 1824
- Caprimulgus climacurus Vieillot, 1824
- Muscicapa risora Vieillot, 1824 -  átsorolva, jelenleg Alectrurus risora
- Trochilus gigas Vieillot, 1824 -  átsorolva, jelenleg Patagona gigas

### 1825
- Haematopus ater Vieillot, 1825
- Myrmothera guttata Vieillot, 1825 - átsorolva, jelenleg Myrmotherula guttata vagy Isleria guttata
- Phasianus versicolor Vieillot, 1825